# Vint-i-set poemes en tres temps
Vint-i-set poemes en tres temps és un llibre de poemes de Miquel Martí i Pol publicat el 1972.
El llibre és el primer on l'autor parla de la seva malaltia (esclerosi múltiple) degenerativa i que fa que la seva poesia canviï a partir de llavors.
La lluita per sobreviure, que esdevé un element central en la poesia de Martí i Pol durant aquesta etapa, admet interpretació i, al mateix temps, posa l’accent en la necessitat de dignificar la vida de cada dia: la del poeta, la de la gent anònima i la del país sencer. En aquest escenari, la poesia guanya un pes que no havia tingut abans; el poeta queda reduït únicament a «la veu» com a mitjà de «representació. Això explica la importància del novè poema, una peça preciosa del recull, on reflexiona sobre el valor de la poesia i el seu impacte social, sovint poc reconegut. El llibre està compost per vint-i-set poemes i un pròleg, tots en vers lliure. Aquesta obra mostra una maduresa estilística superior als treballs anteriors, amb un ús més intens dels recursos retòrics i una imaginació més treballada. Malgrat això, es conserva el llenguatge directe, encara que més contundent i sense ironia..
| «                                            | Ja fa molt de temps que no plou. S'han eixugat les fonts i la pols s'acumula pels carrers i les cases. Aquesta remor que se sent no és de vent. Han prohibit el vent perquè no s'alci la pols que hi ha pertot i l'aire no esdevingui, diuen, irrespirable. Aquesta remor que se sent no és de paraules. Han prohibit les paraules perquè no posin en perill la fràgil immobilitat de l'aire. Aquesta remor que se sent no és de pensaments. Han estat prohibits perquè no engendrin la necessitat de parlar i sobrevingui, inevitable, la catàstrofe. I, tanmateix, la remor persisteix. | » |
| — «Aquesta remor que se sent no és de pluja» | |   |